# Johannes Fiebag
Johannes Fiebag (14. března 1956, Northeim – 11. října 1999, Německo) byl německý spisovatel, novinář, geolog, vědec a ufolog. 

## Životopis
Narodil se v roce 1956 v Northeimu v Německu. Na univerzitě ve Würzburgu vystudoval geologii, paleontologii a fyziku. Během svého doktorského studia vydal několik článků o dopadu meteoritu Azaura, který podrobně zkoumal. Po ukončení studií pracoval jako geolog, od roku 1991 však zejména jako novinář a spisovatel na volné noze. Stal se šéfredaktorem časopisu "Ancient Skies", publikačního periodika "Ancient Astrnaut Society".

### Vědecká činnost
Johannes Fiebag se zabýval především neznámými objekty pozorovanými na obloze. Zkoumané záhady se snažil podložit vědeckými fakty, osobně navštěvoval konkrétní lokality.
Zaměřil se především na tzv. únosy do UFO. Založil projekt s názvem Výměna, v němž se setkávali lidé, kteří něco takového zažili. První setkání se uskutečnilo roku 1994 v Berlíně, kde si zúčastnění mohli vyměňovat zkušenosti a bez zábran hovořit o svých zážitcích. Ve svých knihách Fiebag dokonce vyzýval další lidi s podobnými zkušenostmi, aby jej kontaktovali a rozšířili dosavadní skupinu "unesených" jedinců.

## Literární dílo
Svou první knihu uveřejnil v roce 1982. Později publikoval i se svým bratrem, germanistou Peterem Fiebagem. Spolu pátrali také v české minulosti, v roce 1995 navštívili Česko, kde je zaujaly zejména židovské památky, konkrétně legenda o Golemovi. I touto záhadou se chtěl Johannes Fiebag zabývat, ale roku 1999 zemřel. Hlavním překladatelem jeho knih je Dr. Rudolf Řežábek.
- Tajemství lidstva (Rätsel der Menschheit), 1982.
- 13/10/1917. Stalo se to ve Fatimě (13. 10. 1917. Es geschah in Fatima), 1985.
- Objevení Grálu (Die Entdeckung des Heiligen Grals), 1989. V ČR vydaná roku 1996. Napsal společně s bratrem Peterem.
- Jiní (Die Anderen), 1993.
- Kontakt, 1994. Z tohoto německého originálu vyšla v ČR roku 1996 kniha s názvem Ufo útok, nebo sblížení.
- UFO syndrom, 1996. V ČR vydaná roku 1998.
- Mise Pathfinder (Mission Pathfinder), 1997.
- Návštěvníci z ničeho (Besucher aus dem Nichts), 1998.
- Stroj pro věčnost (Die Ewigkeitsmaschine), 1998. V ČR vydaná roku 2000.
- Tajemství grálu (Gralsgeheimnis), 2006. V ČR vydaná roku 2008. Napsal společně s bratrem Peterem.